# Paul Powell
Paul Powell (6 de setembro de 1881 – 2 de julho de 1944) foi um diretor, produtor e roteirista norte-americano. Atuante no cinema mudo, ele é mais conhecido por dirigir filmes estrelados por Mary Pickford.

## Filmografia selecionada
- Her Market Value (1925)
- The Fog (1923)
- Dangerous Lies (1921)
- The Mystery Road (1921)
- Pollyanna (1920)
- All Night (1918)
- The Lily and the Rose (1915)